# Le Mal de mère
Le Mal de mère (France) ou Profession : Reporter (et baveuse) (Québec) (She Used to Be My Girl) est le 4e épisode de la saison 16 de la série télévisée d'animation Les Simpson.

## Synopsis
Un nouveau scandale sexuel touche le maire Quimby, attirant les journalistes de la plupart des grandes chaînes américaines. Le maire parvient à s'en sortir en montrant un petit chiot attendrissant, jusqu'à l'intervention de Chloé Talbot de Global News Network, qui s'avère être une amie d'enfance de Marge, avec qui elle tenait le journal du collège.
Si Chloé a décidé de quitter Springfield pour poursuivre sa carrière, en abandonnant son petit ami alcoolique, Barney, Marge est restée pour Homer. Marge invite Chloé à dîner. Lisa tombe sous le charme de ses récits et en fait son modèle, provoquant la jalousie de Marge. Chloé invite Lisa à une conférence des femmes à Capital City, mais Marge refuse de lui donner l'autorisation. Lisa décide de passer outre, et se cache dans le coffre de Chloé. Celle-ci est envoyée au dernier moment faire un reportage sur un volcan venant d'entrer en éruption. Lorsque Lisa sort du coffre, elle, ainsi que Chloé, se retrouvent prises au piège des torrents de lave.
Lisa est sauvée par sa mère qui réussit à la secourir en marchant sur des fragments de lave refroidis, et Chloé par Barney, venu la chercher en hélicoptère. Barney finit par coucher avec Chloé dans l'hélicoptère.

## Anecdotes
- Bob Dylan fait une apparition dans cet épisode, dans l'émission de Chloé, qui lui demande à quelle religion il s'est converti dernièrement, ce à quoi celui-ci répond par un charabia incompréhensible qui termine par « Shalom », ce qui peut laisser sous-entendre une conversion au judaïsme.
- Dans le générique de fin et alors que l'on revoit Lisa et Chloé prises au piège du volcan, Lisa prie Dieu, Bouddha et Bob l'éponge, ce à quoi ce dernier lui répond « qu'elle crève » puis rigole frénétiquement.
- Il est dit que l'alcoolisme de Barney date de sa rupture avec Chloé alors que dans un épisode de la saison 4, Barney s'est mis à boire après qu'Homer lui ait proposé une bière.
- Le titre de la version originale fait référence au titre d'une chanson des O'Jays,  Use Ta Be My Girl.
- On peut entendre la musique We Are the Champions de Queen lors de la scène où débarque le convoi de journalistes de la chaîne FOX.